# 拉尔斯·科瓦尔
拉尔斯·科瓦尔（挪威语： 聆听ⓘ，1916年4月29日—2006年7月4日），挪威基督教民主党政治家。从1972年到1973年他担任挪威首相。

## 早期的生活和事业
拉尔斯·科瓦尔出生在布斯克吕郡自治市一个传统基督徒家庭。他1943年毕业于挪威生命科学大学。他在任职，1952年他起来成为教务长。

## 议会生涯
1961年他第一次代表东福尔郡选进挪威议会，1965年他被任命为议会领袖，1967年成为党团领袖。科瓦尔总共担当了五届任期议员。1981年他从政党政治退休，成为东福尔郡州长。

## 首相
科瓦尔的内阁从1972年10月18日到1973年10月16日領導挪威自二次大戰結束以來第一個中間路線政府。虽然短命，但它担当了一个在挪威政治上的重要里程碑，因为它标记了挪威在欧共体会员资格苦涩和分裂的辩论。他是挪威基督教民主党的第一个首相，在一个非常困难和过渡政治的情况中，科瓦尔被证明是一位有效率的首相。他的内阁与欧共体交涉的一个商业条约和设立了挪威的第一项石油政策。

## 外在链接
- AP: "Former Norway prime minister Korvald dies"[永久] (in the Seattle Post-Intelligencer, July 4 2006)

| 前任： 特里格弗·布拉特利 | 挪威首相 1972年－1973年 | 繼任： 特里格弗·布拉特利 |